# Aspinochilus rufus
Genre
Espèce
Aspinochilus rufus, unique représentant du genre Aspinochilus, est une espèce d'araignées mygalomorphes de la famille des Theraphosidae.

## Distribution
Cette espèce est endémique de Java en Indonésie,. Elle se rencontre sur l'Argapura.

## Description
Le mâle holotype mesure 26,9 mm et les femelles de 27,9 à 38,8 mm.

## Systématique et taxinomie
Cette espèce a été décrite par Müller, Fardiansah, Schneider, Wanke, von Wirth et Wendt en 2024.
Ce genre a été décrit par Müller, Fardiansah, Schneider, Wanke, von Wirth et Wendt en 2024 dans les Theraphosidae.

## Publication originale
- Müller, Fardiansah, Schneider, Wanke, von Wirth & Wendt, 2024 : « Description of a new genus and two new species of Ornithoctoninae from Southeast Asia (Araneae: Theraphosidae). » Integrative Systematics, vol. 7, no 2, p. 23-39.